# Drnovice (okres Zlín)
Obec Drnovice se nachází v okrese Zlín v kraji Zlínský, v údolí horního toku říčky Vláry, zhruba 5,5 km severozápadně od Valašských Klobouk a 22 km na východ od Zlína. Žije zde 444 obyvatel.

## Pamětihodnosti
- kostel svaté Anežky České
- Kaple Panny Marie Bolestné na Ploštině
- Národní kulturní památka – památník odboje Ploština

## Galerie

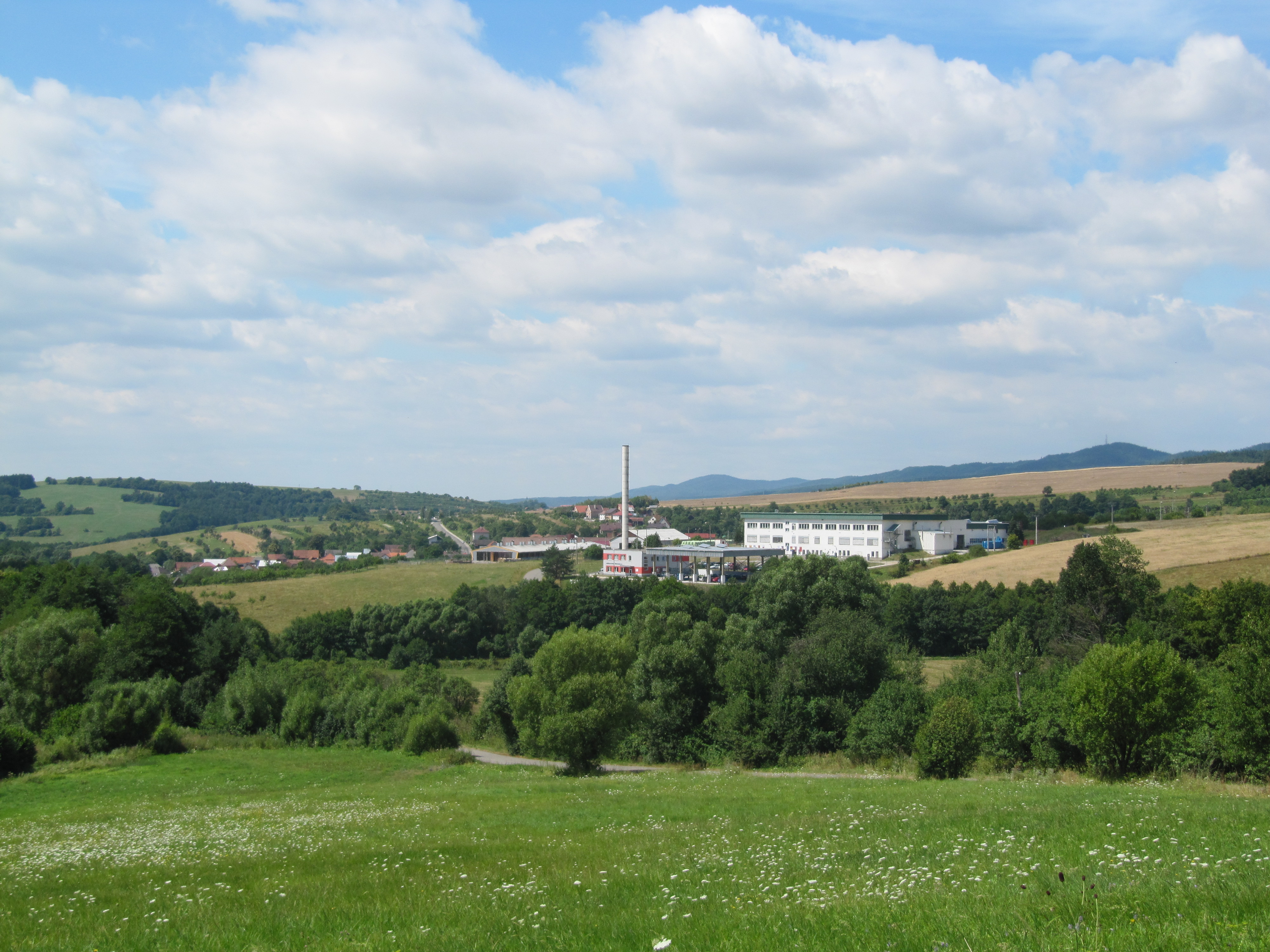
Celkový pohled
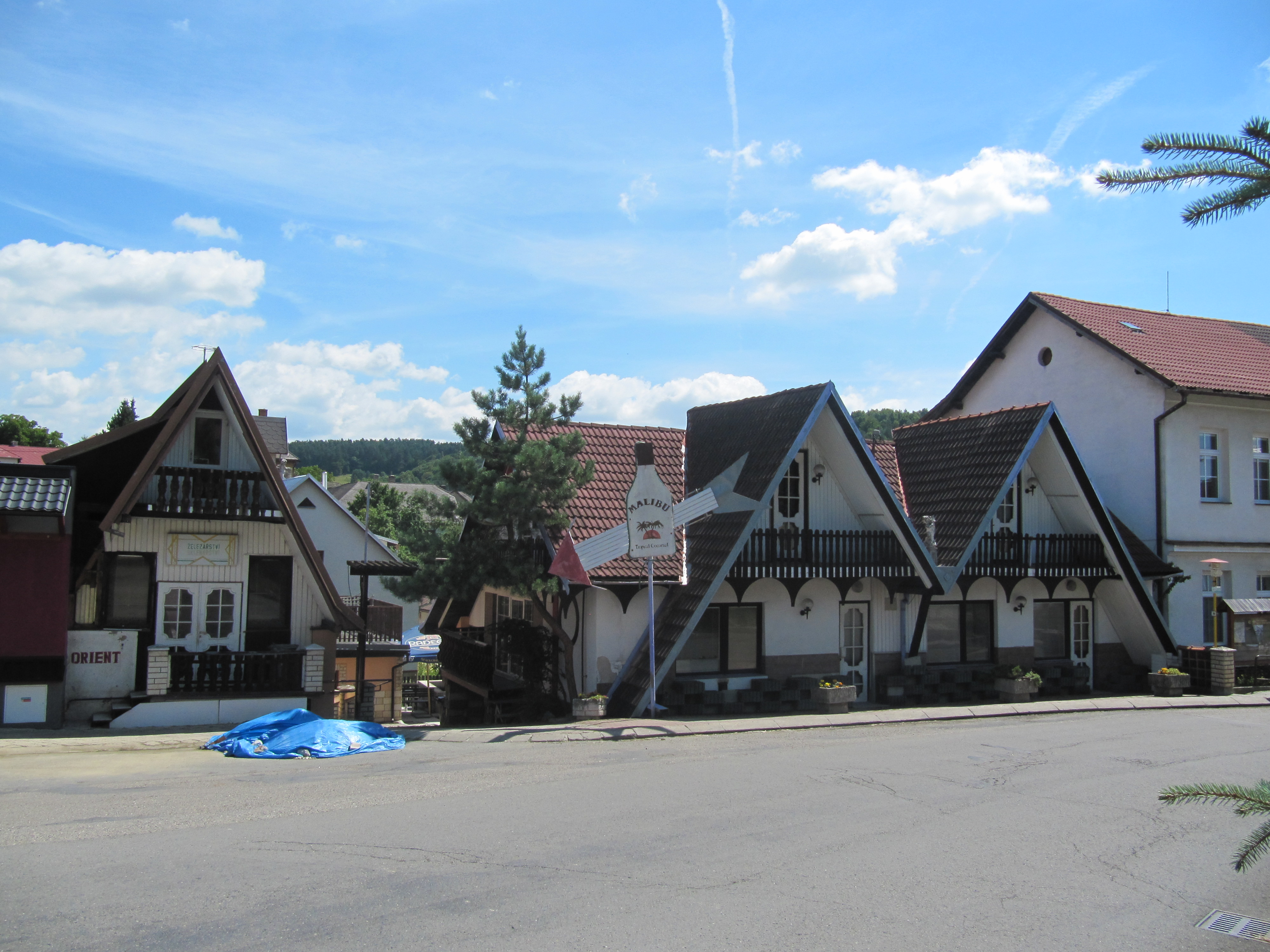
Ulice s obchody
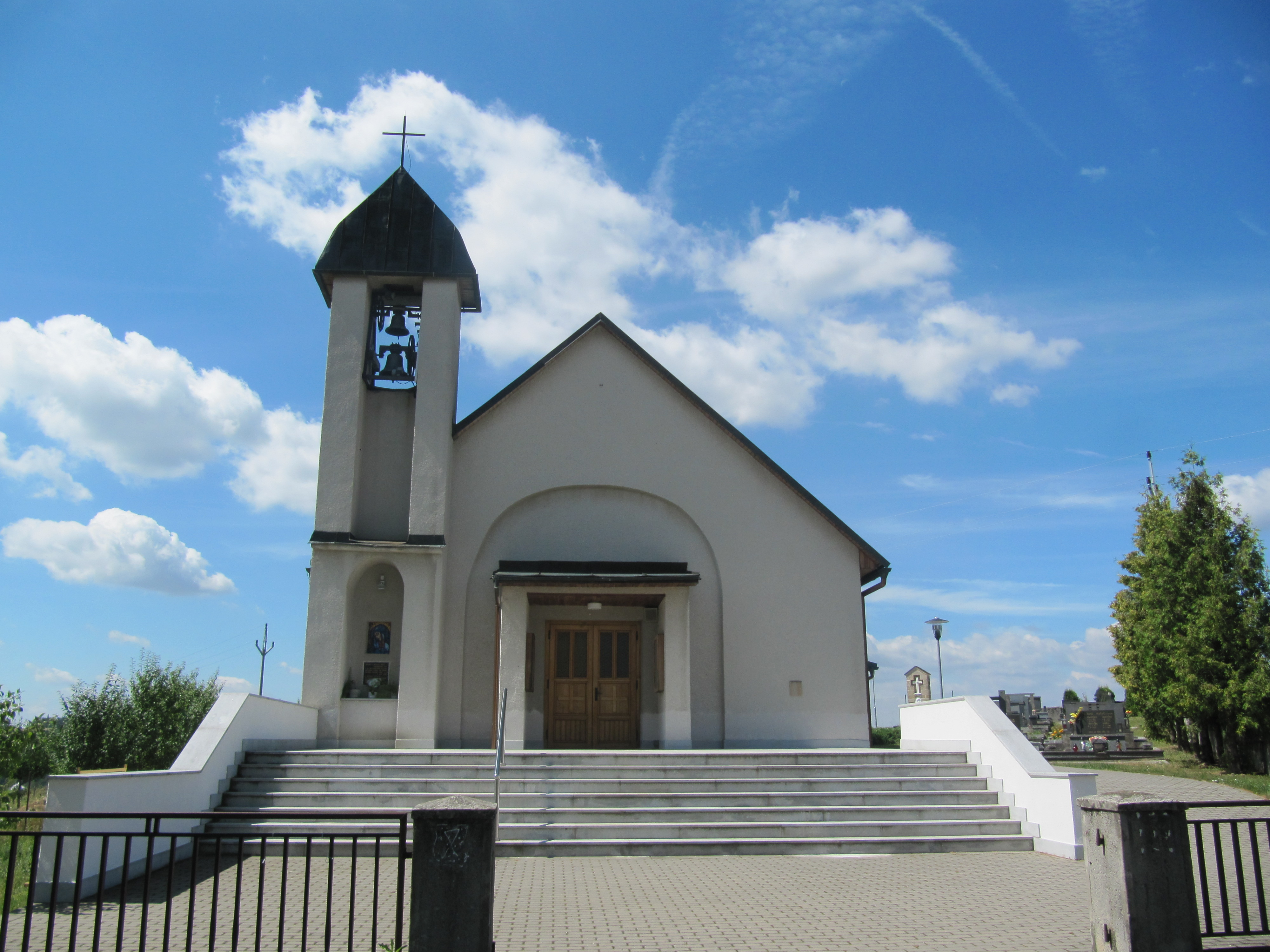
Kostel svaté Anežky České
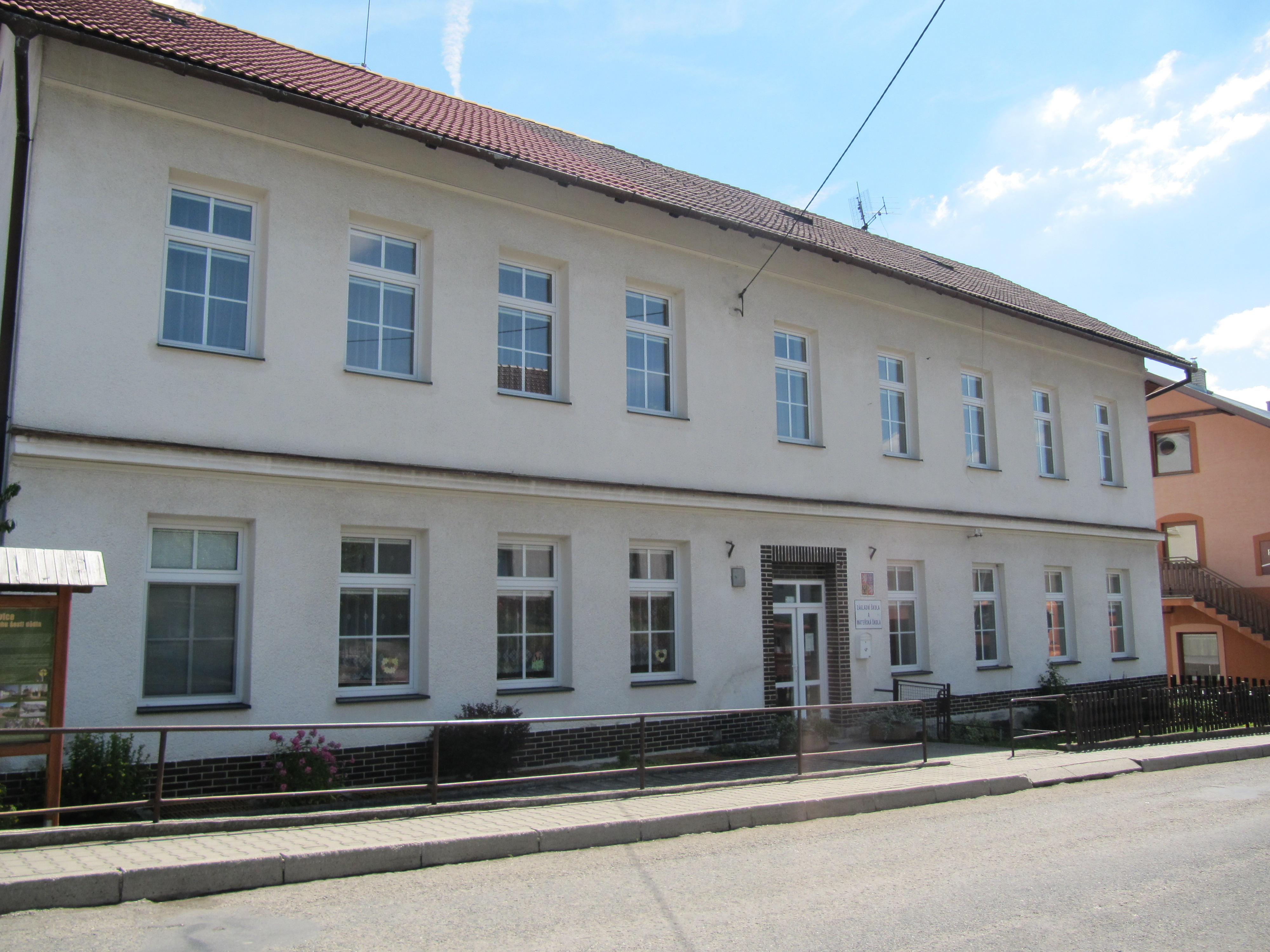
Škola